# Дудырев, Анатолий Сергеевич

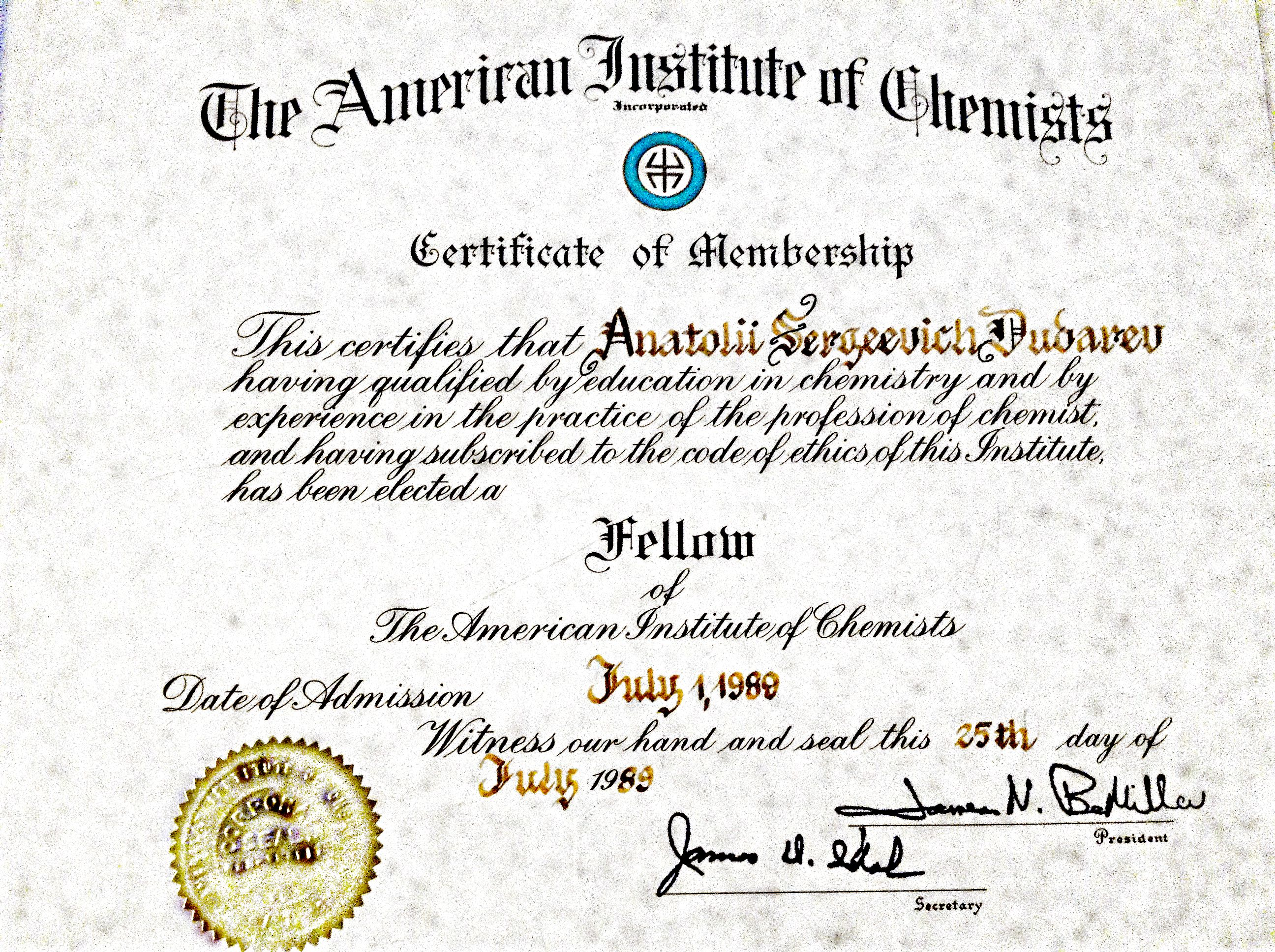
Диплом Американского Института Химиков

Анатолий Сергеевич Дудырев (30 марта 1945, Москва — 27 июня 2021, Санкт-Петербург) — военный учёный, специалист в области теории горения, разработки высокоэнергетических композиционных материалов и пиротехнических средств. Доктор технических наук, профессор. Лауреат Государственной премии СССР (1986). Ректор (1985—2010) и президент (2010—2015) Санкт-Петербургского государственного технологического института. Заведующий кафедрой высокоэнергетических процессов (ВЭП)  Санкт-Петербургского государственного технологического института.

## Биография
Родился в 1945 году в Москве семье военнослужащего. Окончил школу-интернат № 10 в Ленинграде (1962). В 1962 стал студентом Технологического института. Здесь, во время учёбы сложился его характер лидера — отличника, активиста, ответственного руководителя строительных студенческих отрядов. В период с 1965 по 1971 ежегодно участвовал в движении студенческих строительных отрядов Технологического института в должностях: бригадир, комиссар, командир. В 1968 году окончил Ленинградский технологический институт с присвоением квалификации «инженер химик-технолог» по специальности «Химия и технология гетерогенных систем», получил рекомендацию для обучения в аспирантуре. Кандидатскую диссертацию защитил досрочно и уже в 35 лет стал доктором технических наук.
В Технологическом институте работал младшим научным сотрудником, ассистентом старшего преподавателя, доцентом, профессором, проректором ЛТИ по научной работе. В 1985 году приказом министра образования СССР был назначен на должность ректора ЛТИ им. Ленсовета.
В 1985—2010 годах ректор Технологического института СПбГТИ. Под его руководством в 1988 году введён в строй учебный корпус на ул. 7-я Красноармейская, в 1989 году для фундаментальной библиотеки института построено новое шестиэтажное здание, в 1990 году — шестнадцатиэтажное общежитие на улице Стойкости. За годы работы в должности ректора введены в строй новые аудитории, созданы факультеты, кафедры, открыты новые специальности.
В период реформ начала 1990-х гг. институт сохранил все объекты государственной собственности, студенческий контингент и профессорско-преподавательский состав.
В 1990 году был избран делегатом последнего, XXVIII, съезда КПСС, который состоялся в Москве 2-13 июля. 11 июля выдвинул свою кандидатуру на пост заместителя Генерального секретаря ЦК КПСС и выступил с трибуны съезда, излагая свою биографию и программу, призывал делегатов «…ощутить всю меру ответственности перед избирателями и будущими поколениями..» В бюллетень для тайного голосования были внесены кандидатуры В. А. Ивашко, Е. К. Лигачёва, А. С. Дудырева. Получил 150 голосов за и 4268 голосов против (большинством голосов победил В. А. Ивашко Киножурнал Новости дня/Хроники наших дней 1990 № 20 28 съезд КПСС. Мера ответственности.(часть 2)).
В 2007 году по инициативе Дудырева возобновлён после длительного перерыва выпуск «Известий Санкт-Петербургского Технологического Института (технического университета)»
- С 2010 по 2015 годы — президент Технологического института СПбГТИ
- С 1992 года — заведующий кафедрой высокоэнергетических процессов СПбГТИ[3]

Автор около 400 научных работ, в том числе более 100 изобретений, 8 патентов, 8 монографий.

## Награды и звания
- Орден «Знак Почёта»
- Орден Дружбы[4]
- Медали Федерации космонавтики России — имени К. Э. Циолковского, С. П. Королёва, Ю. А. Гагарина, академика Б. П. Жукова.
- Юбилейная медаль «300 лет Российскому флоту»
- Медаль «В память 300-летия Санкт-Петербурга»
- Медаль «За заслуги в проведении Всероссийской переписи населения» (2002 год)
- Медаль ФНПР «100 лет профсоюзам России»
- Доктор технических наук (1980)
- Профессор (1981)
- Лауреат Государственной премии СССР (1986)
- Академик Международной академии наук высшей школы
- Почётный член Института химиков США
- Почётный профессор Российского химико-технологического университета им. Д. И. Менделеева (с 2003 года)
- Почётный профессор Белгородского государственного технологического университета им. В. Г. Шухова
- Почётный доктор Федерального научного центра ГИПХ
- Почётный работник отрасли боеприпасов и спецхимии
- Почетный знак и звание «Ректор года 2004»
- Нагрудный знак Росатома «Е. П. Славский» (2007)